# David Grubbs
David Grubbs (ur. 21 września 1967) – amerykański gitarzysta, pianista i wokalista. Jeden z założycieli zespołów takich jak: Squirrel Bait, Bastro oraz Gastr Del Sol. Grał również w The Red Krayola oraz The Wingdale Community Singers.

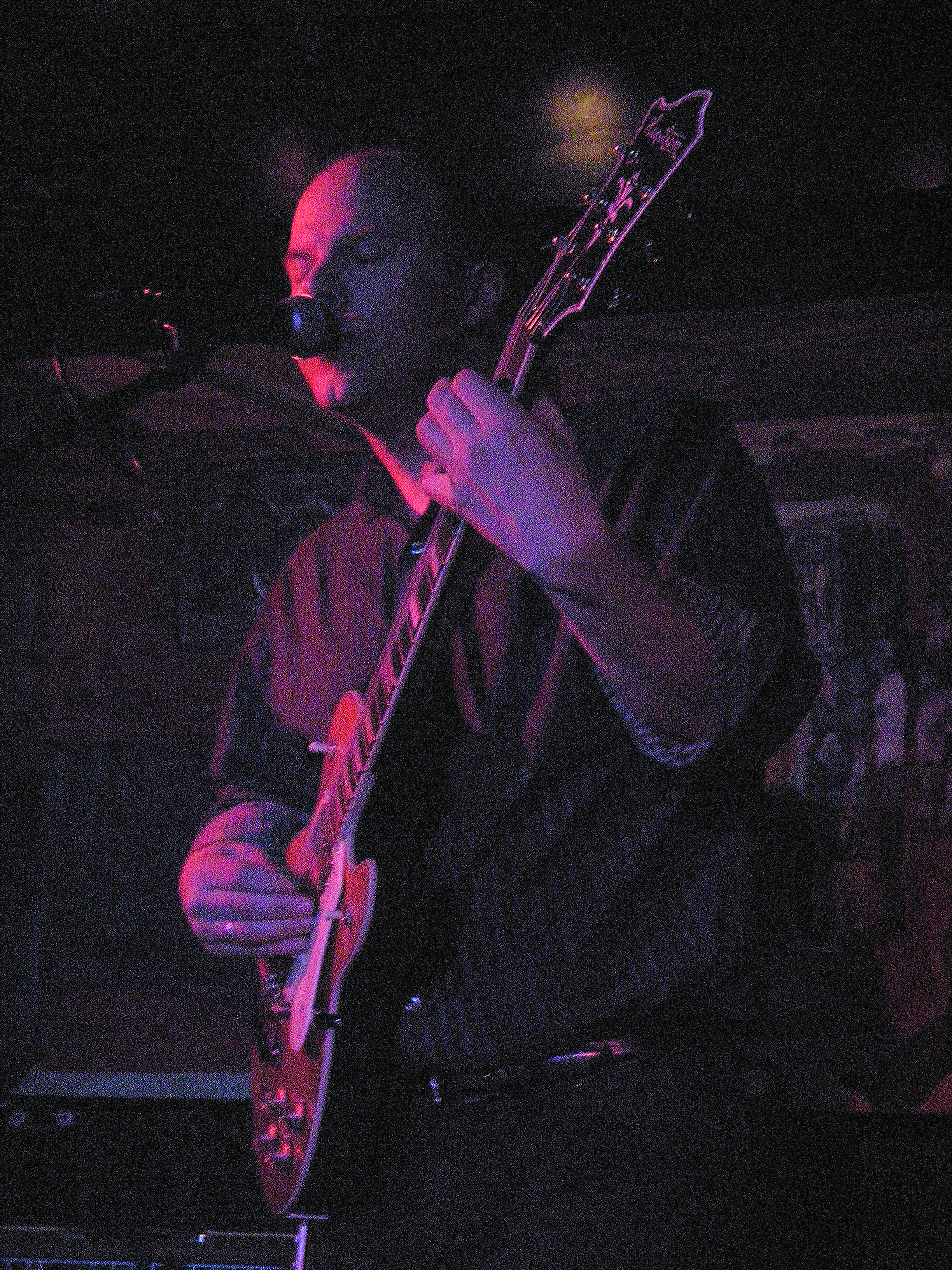
David Grubbs w 2009

## Zespoły i projekty

### Zespoły
Squirrel Bait był to punk rockowy zespół działający w latach 80. w Lousville, w Kentucky. Nagrał jedną EP-kę oraz długogrający album dla wytwórni Homestead Records. Następną grupą, w której grał Grubbs, było Bastro, które nagrało dwa albumy dla tej samej wytwórni. W 1991 roku Bastro przekształciło się w grupę Gastr Del Sol, która nastawiona była na twórczość bardziej niż Bastro awangardową. W niedługim czasie na pierwszy plan w zespole wysuneli się Grubbs i Jim O’Rourke. Albumy nagrane przez zespół, ograniczony w końcu do wspomnianego duetu, (wliczając w to Crookt, Crackt or Fly, Upgrade&Afterlife oraz Camoufleur) opisywane były często jako wizjonerska i teoretyczna dekonstrukcja procesu pisania piosenek.

### Twórczość solowa i sesyjna
Po tym jak w 1997 roku Jim O’Rourke opuścił zespół Grubbs nagrywał albumy zarówno pod swoim nazwiskiem jak i jako muzyk sesyjny – głównie dla wytwórni Drag City. W 2000 roku jego album The Spectrum Between uznany został przez London Sunday Times albumem roku. Artysta prowadzi również własną wytwórnię Blue Chopsticks, która wydaje zarówno nowe, jak i archiwalne nagrania artystów takich jak Luc Ferrari, Derek Bailey, Workshop, Van Oehlen oraz Mats Gustafsson. Brał udział w nagraniach albumów między innymi: Toniego Conrada, Matmos, Palace Music, Pauline Oliveros oraz wielu wielu innych. Grubbs znany jest również ze współpracy z pisarzami Susan Howe, Rickiem Moody, Kennethem Goldsmithem oraz z artystami visual arts takimi jak Anthony McCall, Angela Bulloch, Stephen Prina czy Cosima von Bonin.

### Film, Radio, Poezja
Grubbs razem z Matmos napisał muzykę do filmu fabularnego Therriego Jousse Les Invisibles. Napisał również muzykę do instalacji Angeli Bulloch Z Point oraz Horizontal Technicolour, a także do dwóch instalacji autorstwa Douga Aitkena. Instalacja dźwiękowa Grubbsa pod tytułem Between a Raven and a Writing Desk włączona była do programu wystawy zbiorowej Elysian Fields w Centre Georges Pompidou. Grubbs miał również swój wkład w tworzeniu soundtracku jaki do fimu Normana i Bruce Yonemoto Japan in Paris in LA nagrał zespół Red Krayola. Również muzyka Gastr Del Sol pojawiała na dużym i małym ekranie między innymi w: telewizyjnej serii The United States of Poetry, Book of Life Hala Hartleya oraz w The Diamond Sea Douga Aitkena. Grubbs skomponował również muzykę do zrealizowanej przez Karla Bruckmeiera radiowej adaptacji książki Petera Weissa Die Asthetik des Widerstands, która przez Hessischer Rundfunk uznana została za audiobook roku.

### Działalność dydaktyczna i krytyczna
W latach 1997–1999 Grubbs pracował jako part-time instructor w Liberal Arts and Sound Departments w School of the Art Institute of Chicago. Obecnie zajmuje stanowisko asystenta profesorskiego w Radio and Sound Art na Brooklyn College oraz stanowisko dyrektora Brooklyn College’s graduate programs in Performance and Interactive Media Arts (PIMA). Grubbs otrzymał tytuł Ph.D. in English na University of Chicago. David Grubbs jest również krytykiem literackim i muzycznym. Jego artykuły ukazywały się w Conjunctions, Bookforum, Texte zur Kunst, Purple, zaś w latach 1999-2007 czynnie działał jako krytyk muzyczny w monachijskiej gazecie Süddeutsche Zeitung.
7 lipca 2007 David uczestniczył w koncercie 77 Boadrum zorganizowanym w Nowym Jorku przez japońską grupę Boredoms. W koncercie brało udział 78 perkusistów – Grubbs był numerem 23.
David Grubbs mieszka na Brooklynie z żoną Cathy Bowman oraz ich synem Emmettem Bowmanem-Grubbsem.

## Dyskografia

### Dyskografia nagrań solowych
- An Optimist Notes the Dusk CD/LP (Drag City, P-Vine, 2008)
- Two Soundtracks For Angela Bulloch CD (Semishigure 2005)
- „Yellow Sky” split 12” picture disc with Åke Hodell (Kning Disk/Håll Tjäften, 2005)
- A Guess at the Riddle CD/LP (Drag City/FatCat/P-Vine 2004)
- “David Grubbs vs. Avey Tare” 12” EP (FatCat Split Series, 2003)
- Comic Structure LP with artist's edition by David Shrigley (En/Of, 2003)
- Rickets & Scurvy LP/CD (Drag City/FatCat/P-Vine, 2002)
- Act Five, Scene One (Blue Chopsticks/P-Vine, 2002)
- Thirty-Minute Raven CD (Rectangle/P-Vine, 2000)
- The Spectrum Between CD/LP (Drag City/P-Vine, 2000)
- “Aux Noctambules” 3” CD (Rectangle, 2000)
- The Coxcomb LP/picture disc (Rectangle, 1999)
- The Thicket CD/LP (Drag City, 1998)
- Banana Cabbage, Potato Lettuce, Onion Orange CD (Table of the Elements, 1997)

### Współpraca
- Souls of the Labadie Tract with Susan Howe CD (Blue Chopsticks, 2006)
- The Harmless Dust with Nikos Veliotis CD (Headz, 2005)
- Thiefth with Susan Howe CD (Blue Chopsticks, 2005)
- Off-Road with Mats Gustafsson CD (Blue Chopsticks, 2003)
- Arbovitae with Loren Connors CD (Hapna, 2003)
- Apertura with Mats Gustafsson CD (Blue Chopsticks, 1999)